# 아일랜드의 반란 목록
이하는 아일랜드섬에서 일어난 반란 및 아일랜드인이 일으킨 반란 목록이다. 역사적으로 아일랜드는 이웃 영국에게 침탈당하여 근현대에 이르러서야 독립국가를 이루었다. 때문에 아일랜드에서 일어난 반란은 대부분 영국의 지배에 항거하는 항영 저항운동의 성격을 갖는다.
| 시기            | 장소                                                 | 분쟁                          | 반란자                                                                                       |
| --------------- | ---------------------------------------------------- | ----------------------------- | -------------------------------------------------------------------------------------------- |
| 1534년          | 더블린                                               | 실큰 토머스의 난              | 킬데어 백작 피츠제럴드 가문                                                                  |
| 1569년 ~ 1573년 | 아일랜드 전역                                        | 제1차 데스먼드의 난           | 데스먼드 백작 피츠제럴드 가문 및 연합 씨족들                                                 |
| 1579년 ~ 1583년 | 아일랜드 전역                                        | 제2차 데스먼드의 난           | 데스먼드 백작 피츠제럴드 가문 및 연합 씨족들                                                 |
| 1594년 ~ 1603년 | 아일랜드 전역                                        | 9년 전쟁                      | 제2대 티론 백작 휴 오닐, 휴 로 오도넬 및 연합 씨족들                                         |
| 1608년          | 아일랜드 전역                                        | 오도허티의 난                 | 카히르 오 도하르티                                                                           |
| 1641년          | 아일랜드 전역                                        | 1641년 아일랜드 반란          | 펠림 오닐, 로우어리 오 모르와, 코너 맥과이어, 휴 오그 막마혼                                 |
| 1642년 ~ 1652년 | 아일랜드 전역                                        | 아일랜드 맹방 전쟁            | 아일랜드 가톨릭 맹방                                                                         |
| 1689년 ~ 1691년 | 아일랜드 전역                                        | 윌리어마이트 전쟁             | 재커바이트                                                                                   |
| 1798년          | 아일랜드 전역                                        | 1798년 아일랜드 반란          | 연합 아일랜드인회                                                                            |
| 1799년 ~ 1803년 | 위클로주                                             | 마이클 드와이어의 유격전      | 마이클 드와이어(연합 아일랜드인회)                                                           |
| 1800년          | 뉴펀들랜드, 영국령 북아메리카                        | 연합 아일랜드인회 봉기        | 연합 아일랜드인회                                                                            |
| 1803년          | 더블린                                               | 1803년 아일랜드 반란          | 연합 아일랜드인회                                                                            |
| 1804년          | 뉴사우스웨일스 식민지 캐슬힐                         | 캐슬힐 수형자의 난            | 연합 아일랜드인회                                                                            |
| 1848년          | 사우스티퍼레리 주                                    | 청년 아일랜드당의 난          | 청년 아일랜드당                                                                              |
| 1866년 ~ 1871년 | 영국령 북미(캐나다 온타리오, 퀘벡)                   | 페니언 습격                   | 페니언 형제단                                                                                |
| 1867년          | 아일랜드 전역                                        | 페니언 봉기                   | 페니언 형제단                                                                                |
| 1867년 ~ 1885년 | 그레이트브리튼 섬                                    | 페니언 다이너마이트 작전      | 페니언 형제단                                                                                |
| 1882년 ~ 1883년 | 더블린, 케이프 식민지(오늘날의 케이프타운)           | 무적단의 암살들               | 아일랜드 민족 무적단                                                                         |
| 1913년          | 더블린                                               | 더블린 직장폐쇄               | 아일랜드 운수일반노동조합(ITGWU), 아일랜드 시민군                                            |
| 1916년          | 아일랜드 전역                                        | 부활절 봉기                   | 아일랜드 공화주의 형제단, 아일랜드 시민군, 아일랜드 의용군                                   |
| 1919년 ~ 1922년 | 아일랜드 전역                                        | 아일랜드 독립전쟁             | 아일랜드 공화국군(IRA)                                                                       |
| 1939년 ~ 1940년 | 잉글랜드                                             | "S계획"                       | 아일랜드 공화국군 조약 반대파(ATIRA)                                                         |
| 1942년 ~ 1944년 | 북아일랜드                                           | 북아일랜드 전역               | ATIRA                                                                                        |
| 1956년 ~ 1962년 | 북아일랜드                                           | 국경 전역                     | ATIRA                                                                                        |
| 1969년 ~ 1998년 | 북아일랜드(주 무대), 아일랜드 공화국, 그레이트브리튼 | 북아일랜드 분쟁               | 아일랜드 공화국군 공식파(OIRA), 아일랜드 공화국군 임시파(PIRA), 아일랜드 민족해방군(INLA) 등 |
| 1998년 ~ 현재   | 북아일랜드(주 무대), 아일랜드 공화국, 그레이트브리튼 | 아일랜드 반체제 공화주의 활동 | 아일랜드 공화국군 연속파(CIRA), 아일랜드 공화국군 진정파(RIRA)                               |